# Dmitri Kabalevski
Dmitri Borisovici Kabalevski (în rusă Дми́трий Бори́сович Кабале́вский, n. 17/30 decembrie 1904, Sankt Petersburg, Imperiul Rus – d. 14 februarie 1987, Moscova, URSS) a fost un compozitor, muzicolog, pianist și dirijor rus, membru ateu al Partidului Comunist.

## Biografie
A câștigat de două ori titlul de Artist al Poporului din URSS (în 1954 și în 1963), de patru ori Premiul Lenin (1964, 1971, 1974, 1984), de trei ori Premiul Stalin (1946, 1949, 1950) și multe alte premii.
În 1980 a fost laureat al Premiului de Stat al URSS.
A fost elevul compozitorului Nikolai Miaskovski.
Creația sa, legată de tradiția muzicii clasice ruse, de intonațiile cântecului popular, reflectă transformările aduse de socialism.
Cele mai valoroase creații ale sale sunt: operele Colas Breugnon, Nikita Verșinin, Familia lui Taras, opereta Primăvara cântă.
A mai scris simfonii, piese pentru balet, un recviem, concerte pentru diferite instrumente, muzică pentru film etc.